# Eurotiomycetes
Classe

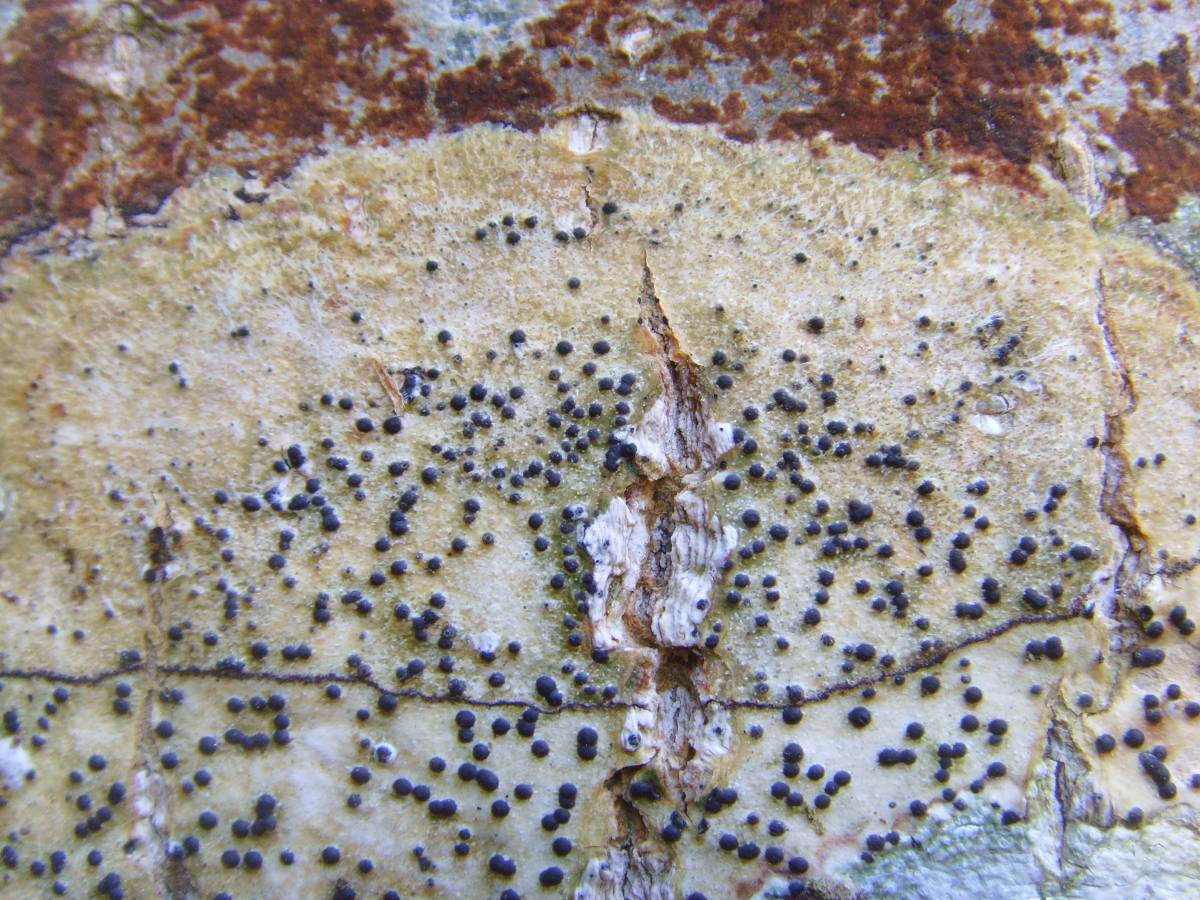
Pyrenula chlorospila, un champignon lichénisé de l'ordre des Pyrenulales

Les Eurotiomycetes sont une classe de champignons filamenteux (c'est-à-dire ne présentant que des hyphes formant des filaments). Ils comportent des espèces saprotrophes, parasites, plus particulièrement parasites des lichens ou lichénisées comme les Pyrenulales et les Verrucariales.

## Description
Les Eurotiomycètes sont particularisés par 

## Liste des ordres
Selon une vaste étude phylogénétique réalisée en 2007, réalisée par plus d'une soixantaine de chercheurs, dont la classification est adoptée par The Tree of Life Web Project et Myconet:
- Chaetothyriomycetidae
  - ordre Chaetothyriales
  - ordre Pyrenulales
  - ordre Verrucariales
- Eurotiomycetidae
  - ordre Coryneliales
  - ordre Eurotiales
  - ordre Onygenales
- Mycocaliciomycetidae
  - ordre Mycocaliciales